# Rúbaný vrch
Rúbaný vrch je 1097 m n. m. vysoký vrch v pohoří Vtáčnik . Nachází se jižně od centrální, nejvyšší části pohoří, nad obcí Kľak.
Na vrcholu je křižovatka turistických stezek a pokrývá jej smíšený les. Patří do CHKO Ponitrie.

## Přístup
- Po  značce
  - Po hřebeni z Kláštorské skály
  - Po hřebeni z Tatry
- Po  značce
  - Z Oslan přes Buchlov
  - Z obce Ostrý Grúň